# La Concepción (Tabasco)
La Concepción es un ejido del municipio de Jalpa de Méndez ubicado en la subregión centro del estado mexicano de Tabasco.

## Geografía
La localidad de La Concepción se sitúa en las coordenadas geográficas 18°06′48″N 93°03′10″O / 18.113333, -93.052778, a una elevación de 5 metros sobre el nivel del mar.

## Demografía
Según el Conteo de Población y Vivienda 2020, efectuado por el Instituto Nacional de Estadística y Geografía, la localidad de La Concepción tiene 600 habitantes, de los cuales 307 son del sexo masculino y 293 del sexo femenino. Su tasa de fecundidad es de 2.41 hijos por mujer y tiene 165 viviendas particulares habitadas.
| Gráfica de evolución demográfica de La Concepción entre 1970 y 2020 |
|                                                                     |
| INEGI.                                                              |